# Ludvík Antonín ze Žerotína
Ludvík Antonín hrabě ze Žerotína (Ludvík Antonín hrabě ze Žerotína, svobodný pán z Lilgenau, německy Ludwig Anton Reichsgraf von Zierotin, Freiherr von Lilgenau, 14. ledna 1723, Vídeň – 26. června 1808, Brno) byl šlechtic z moravského šlechtického rodu Žerotínů. Vlastnil rozsáhlé statky na Moravě i ve Slezsku a kvůli vysokému zadlužení musel prodat jedno z nejdůležitějších žerotínských panství Velké Losiny (1802).

## Životopis
Pocházel z velkolosinské linie Žerotínů, narodil se jako prostřední ze tří synů hraběte Jana Ludvíka ze Žerotína (1691–1761) a jeho manželky Marie Františky, rozené hraběnky z Herbersteinu (1697–1763). Spolu s otcem a bratry užíval od roku 1740 alianční příjmení Žerotín-Lilgenau, respektive hrabě ze Žerotína, svobodný pán z Lilgenau. Ludvík Antonín byl císařským komorníkem, na Moravě zastával funkci zemského soudce a stal se také dvorním radou.

### Majetkové poměry

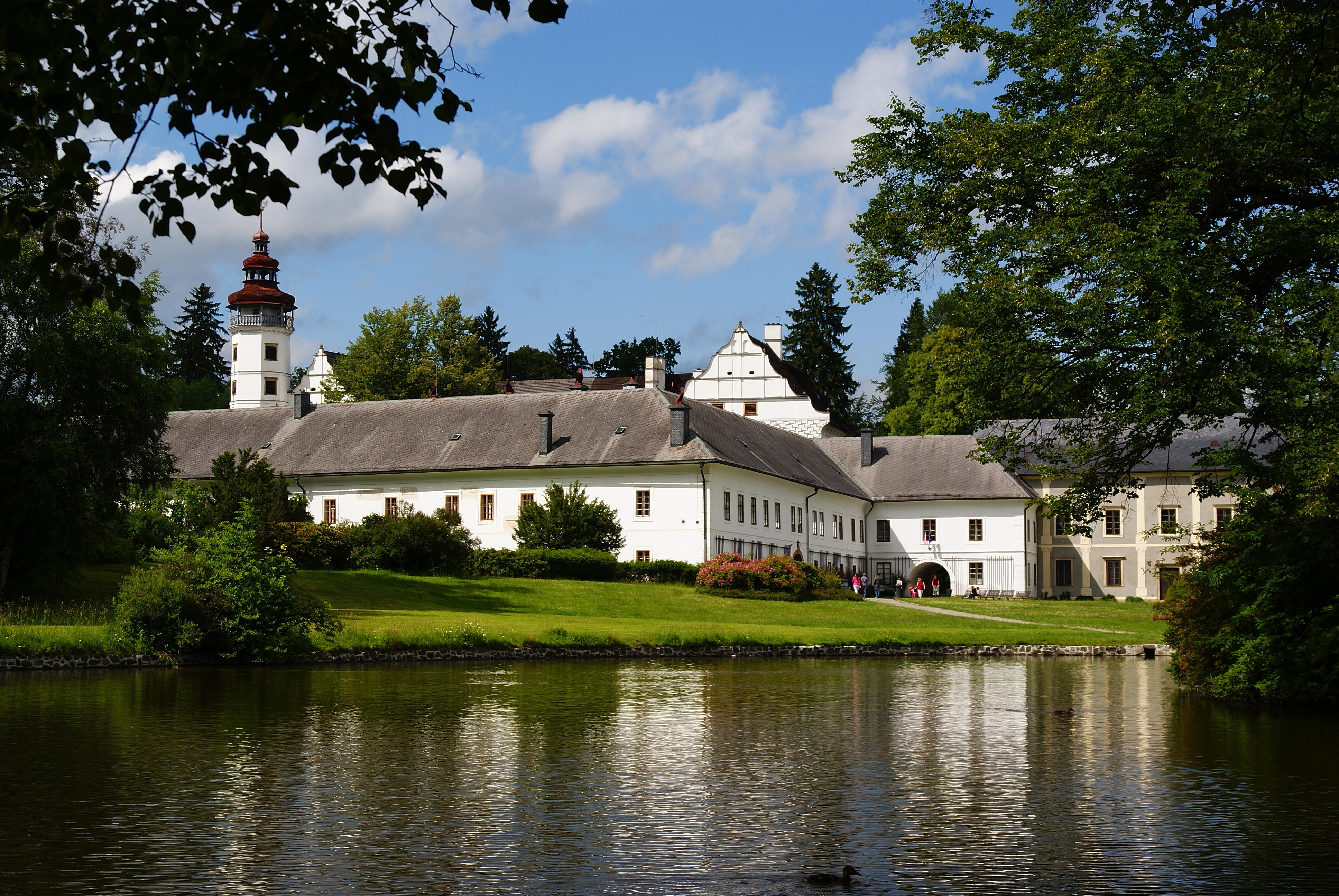
Zámek Velké Losiny, sídlo Ludvíka Antonína ze Žerotína v letech 1761–1802

Otec Jan Ludvík zemřel v květnu 1761 bez závěti a jeho synové uzavřeli v srpnu téhož roku o rozdělení dědictví. Ludvík Antonín převzal jako svůj podíl panství Velké Losiny, lenní panství arcibiskupské Valašské Meziříčí užívali bratři střídavě společně. Na Velkých Losinách se trvale usadil a navázal na aktivity svého otce v úpravách zámku a parku. Podporoval rozvoj lázeňství a mimo jiné financoval přestavbu kostela sv. Jana Křtitele v roce 1784. Neuváženým hospodařením se zadlužil a Velké Losiny musel v roce 1802 prodat Lichtenštejnům. Velkolosinské panství o rozloze přes 6 500 hektarů půdy zakoupili poručníci pro nezletilého prince Karla Františka z Lichtenštejna a Žerotínové tak ztratili jeden z pilířů rodového majetku na severní Moravě. Hodnotné umělecké sbírky byly přemístěny na zámek v Bludově, který zůstal jediným sídlem Žerotínů na Moravě až do 20. století. Ludvík Antonín ale mezitím ale rozšířil svůj majetek dvojitým dědictvím. Po starším bratru Janu Karlovi zdědil v roce 1776 panství Prusy ve Slezsku, zdejší zámek byl krátce předtím přestavěn do pozdně barokní podoby. Po bratranci Michalovi ze Žerotína převzal v roce 1779 panství Rožnov pod Radhoštěm-Krásno nad Bečvou. Ještě před prodejem Velkých Losin pobýval často na zámku ve Valašském Meziříčí, kde pokračoval v úpravách zahájených již za jeho předchůdců. Přes vysoké dluhové zatížení se ani ve Valašském Meziříčí nevzdal nákladného životního stylu, vydržoval si zde kapelu a rozšířil také sbírku zbraní, kterou poté zdědili jeho zeťové. Po prodeji Velkých Losin nechal také přestavět zámek v Krásně nad Bečvou (1802–1803).

### Rodina

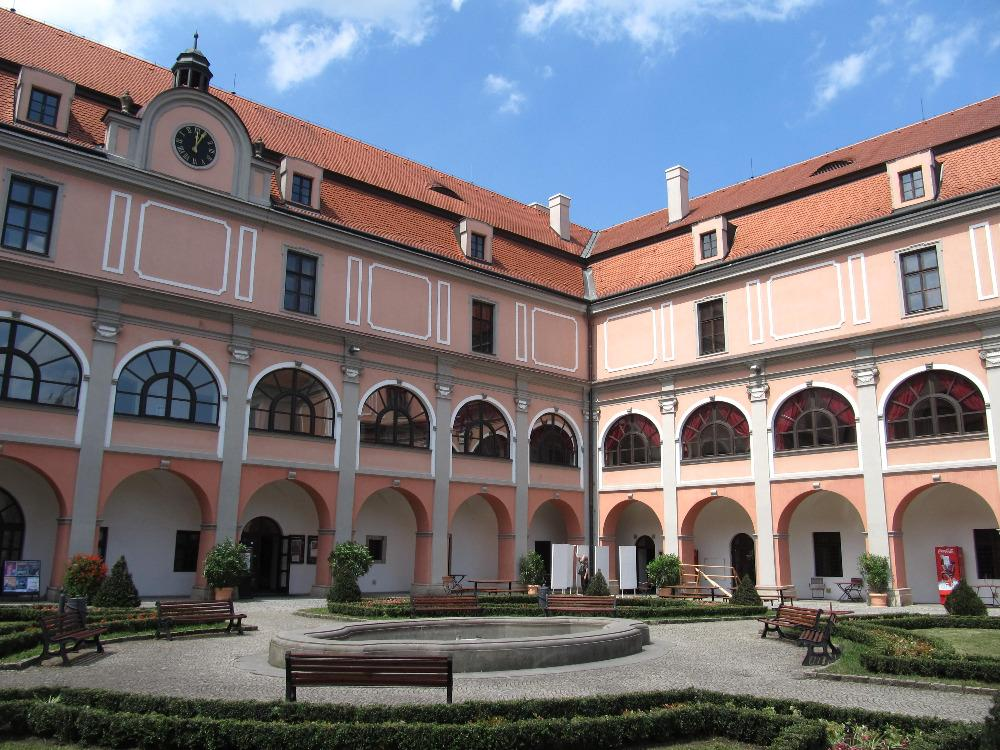
Zámek ve Valašském Meziříčí

Ludvík Antonín byl dvakrát ženatý, jeho první manželkou byla hraběnka Karolína, rozená Podstatská z Prusinovic (1738–1764). Dva roky po ovdovění se v roce 1766 podruhé oženil s Marií Terezií ze Schrattenbachu (1737–1808), dcerou moravského zemského hejtmana Františka Antonína ze Schrattenbachu; Marie Terezie se později stala dámou Řádu hvězdového kříže. Synové František de Paula (z prvního manželství) a Zikmund (z druhého manželství) zemřeli v dětském věku. Z dcer byla nejstarší Marie Josefa (1771–1857), provdaná za lantkraběte Bedřicha Josefa z Fürstenbergu (1751–1814), dědička Valašského Meziříčí a Krásna nad Bečvou. Další dcera Marie Anna (1761–1793) byla manželkou hraběte Jana Karla Pražmy z Bílkova (1756–1822), který již v roce 1779 koupil od švagra Josefa Karla slezská panství Falkenberg (dnes Niemodlin v Polsku) a Tillowitz (dnes Tułowice), která patřila také do odkazu Michaela ze Žerotína. Nejmladší z Ludvíkových dcer byla Terezie (1773–1802), manželka uherského šlechtice hraběte Josefa Esterházyho z Galánty (1760–1830), císařského komořího a župana na Zemplíně.
Jeho starší bratr Jan Karel (1719–1776) působil jako intendant dvorní hudby ve službách pruského krále Fridricha II. a kvůli dluhům musel v roce 1770 prodat panství Vízmberk. Mladší bratr Josef Karel (1728–1814) držel Bludov a Třemešek a na Moravě zastával vysoké funkce nejvyššího sudího a nejvyššího komorníka. Po Ludvíku Antonínovi zdědil Prusy ve Slezsku.